# 水塔街道
水塔街道是中华人民共和国湖北省武汉市江汉区下辖的一个街道办事处。

## 行政区划
水塔街道下辖以下村级行政区划单位：
永康社区、联保社区、华中社区、长健社区、老甫社区、东民社区和前进社区。